# Movimiento de Unidad Radical
El Movimiento de Unidad Radical (MUR) fue un partido político chileno de ideología radical existente entre 1984 y 1985.
Fundado en febrero de 1984 como Comité de Unidad Radical, aspiraba a la reunificación del Partido Radical en una sola colectividad, opositora al Régimen Militar. Entre sus integrantes se encontraban militantes de la Democracia Radical y de la Social Democracia, entre ellos Julio Mercado Illanes, Ángel Faivovich, Rafael Señoret, Clodomiro Bravo y Juan Carlos Stack.
El 8 de octubre de 1985 el Movimiento se incorporó al Partido Radical, entonces encabezado por Enrique Silva Cimma. Un sector encabezado por Bernardo Echeverría Ruiz Tagle no aceptó esta fusión, por lo que fundó el Movimiento de Unión Radical, que con el tiempo se integraría a la Social Democracia. Otra facción, la de Stack, formaría la Unión Cívica Radical.